# Greg Sutton
Gregory Sutton (ur. 19 kwietnia 1977 w Hamilton) – kanadyjski piłkarz występujący na pozycji bramkarza.

## Kariera klubowa
Sutton karierę rozpoczynał w 1997 roku w drużynie piłkarskiej St. Lawrence Saints z amerykańskiej uczelni St. Lawrence University. W 1999 roku w MLS College Draft został wybrany przez Chicago Fire z MLS. W 2000 roku odszedł do MetroStars, również występującego w tej lidze. W tym samym roku grał także na wypożyczeniu w Cincinnati Riverhawks z ligi A-League, stanowiącej drugi poziom rozgrywek.
W 2001 roku Sutton wrócił do Kanady, gdzie został graczem Montrealu Impact (A-League). W 2005 roku, po rozwiązaniu A-League, rozpoczął z zespołem starty w USL First Division. W 2007 roku podpisał kontrakt z Toronto FC z MLS. Zadebiutował tam 8 kwietnia 2007 roku w przegranym 0:2 pojedynku z CD Chivas USA. W Toronto spędził 3 sezony.
W 2010 roku Sutton przeszedł do New York Red Bulls (MLS), w którym grał już gdy ten nosił nazwę MetroStars. Pierwszy ligowy mecz zaliczył tam 11 sierpnia 2010 roku przeciwko Toronto FC (0:1). W 2011 roku został wypożyczony do Montrealu Impact z NASL. W 2012 roku zakończył karierę.

## Kariera reprezentacyjna
W reprezentacji Kanady Sutton zadebiutował 18 stycznia 2004 roku w wygranym 1:0 towarzyskim meczu z Barbadosem. W 2005 roku został powołany do kadry na Złoty Puchar CONCACAF. Zagrał na nim w pojedynkach z Kostaryką (0:1), Stanami Zjednoczonymi (0:2) i Kubą (2:1), a Kanada odpadła z turnieju po fazie grupowej.
W 2007 roku Sutton ponownie znalazł się w zespole na Złoty Puchar CONCACAF. Wystąpił na nim w spotkaniu z Gwadelupą (1:2), a Kanada zakończyła turniej na półfinale.
W 2009 roku Sutton po raz trzeci wziął udział w Złotym Pucharze CONCACAF, tym razem zakończonym przez Kanadę na ćwierćfinale. Zagrał na nim we wszystkich meczach swojej drużyny, z Jamajką (1:0), Salwadorem (1:0), Kostaryką (2:2) oraz Hondurasem (0:1).